# Pandal

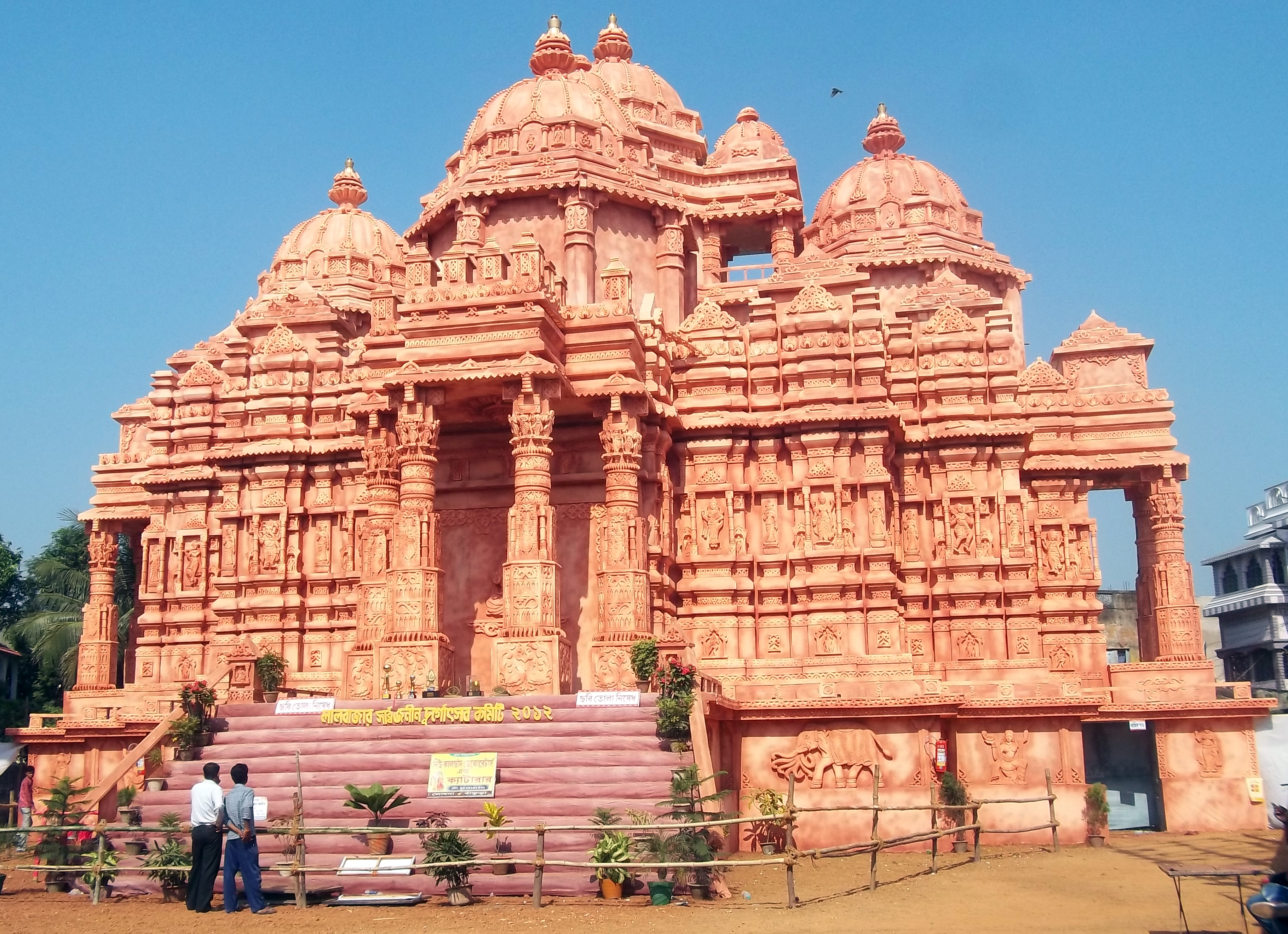
Un pandal construido para el festival Durgá Puyá en Lalbazar, Bankura.

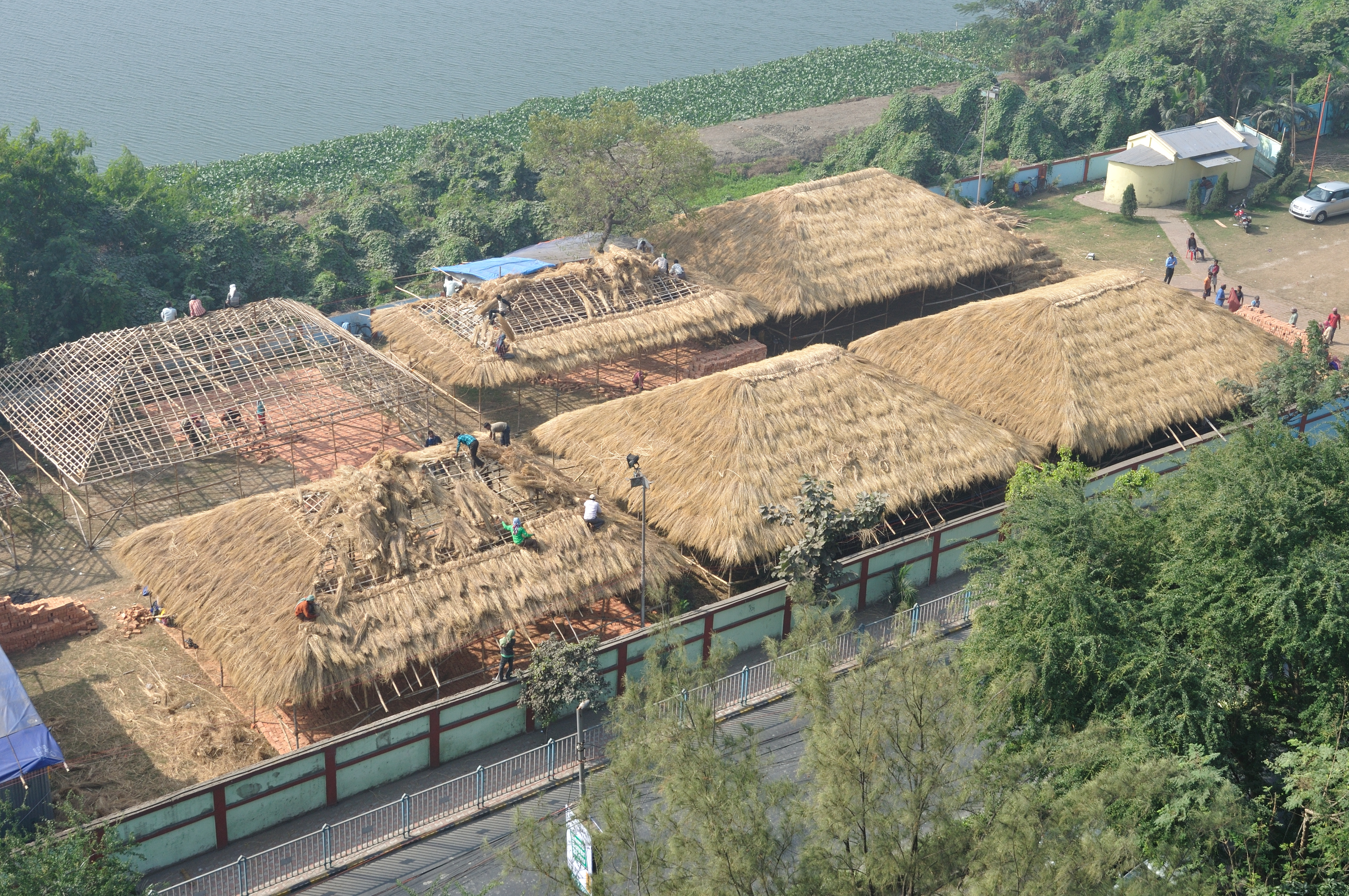
Pandales temporales siendo techados con paja en Calcuta.

En la India y sus países vecinos, un pandal es una estructura temporal o permanente usada en eventos religiosos o de otro tipo que reúnen a una gran multitud de personas, como bodas, ferias, exposiciones o festivales, construida a menudo en el exterior de un edificio o en una zona abierta como una calle.

## En el hinduismo
En el hinduismo, un pandal es una estructura temporal construida habitualmente para venerar a las divinidades hinduistas como Ganesha durante Ganesh Chaturthi, Krishna durante Krishna Janmasthami o Durga durante Durgá Puyá. En este último caso es conocido como pandal puja. Los pandales también son usados para actividades no religiosas: por ejemplo, estas tiendas se instalan durante diversas actividades culturales.

## En el budismo en Sri Lanka

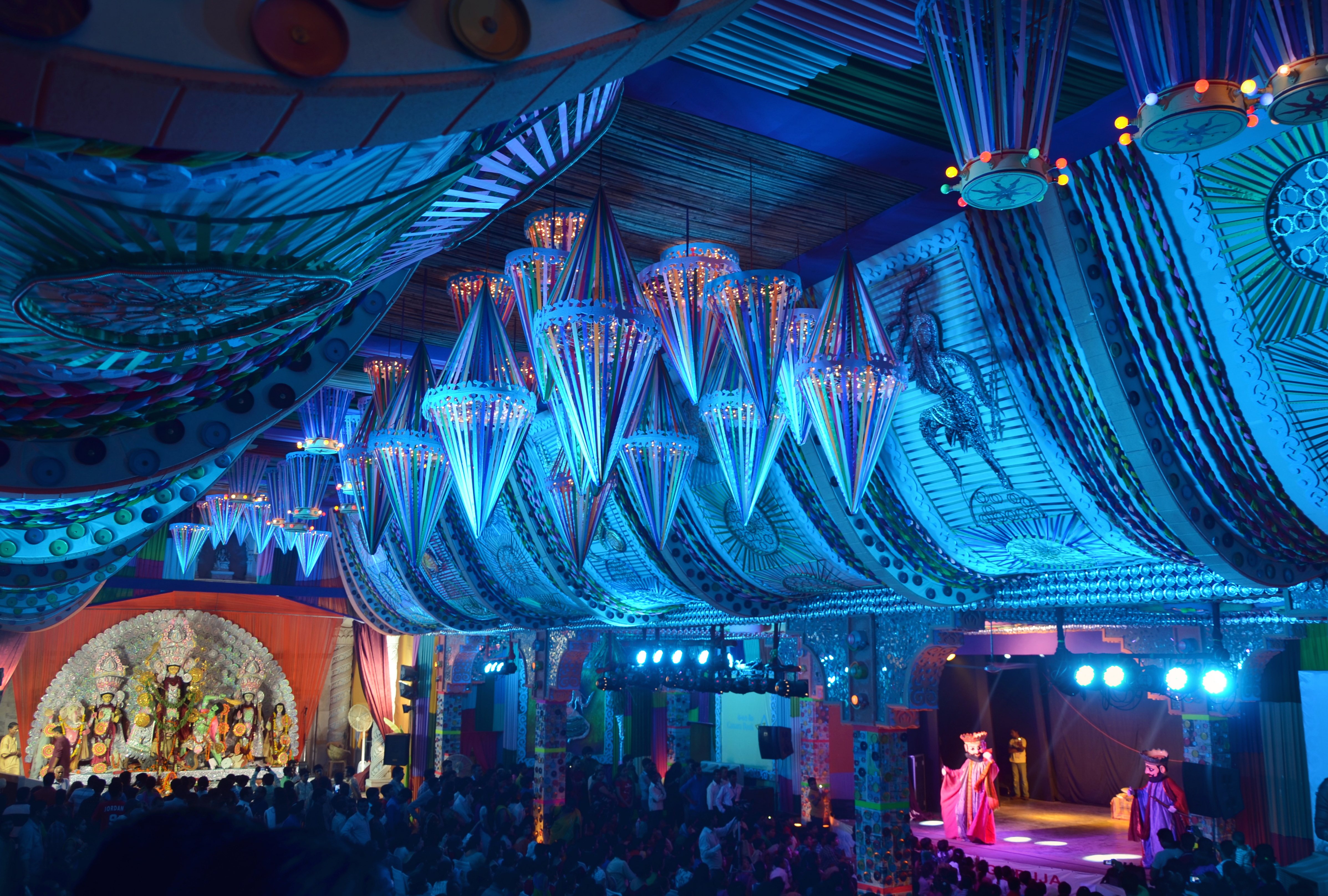
Un pandal puja con actuaciones de teatro en Safdarjung, Delhi, 2014.

En un ritual único de Sri Lanka, durante el festival Vesak se instalan pandales Vesak thorana, que constan de paneles iluminados ilustrados con episodios de la vida de Buda Gautama y cuentos jataka o historias basadas en la cultura budista. El concepto fundamental de un pandal Vesak es una gran estructura diseñada con creatividad y decorada con un gran número de luces y pinturas montadas en una gran estructura de soporte. Esta estructura se construye tradicionalmente con Puwak Gasa (nogales). En Sri Lanka, también se instalan pandales durante los festivales Gammaduwa, en honor a la diosa Pattini.

## Otros tipos depandales
El término pandal también designa las plataformas desde las que las personas lanzan agua durante las celebraciones de año nuevo del festival Thingyan de Birmania.
Un pandal también puede ser una puerta ceremonial, construida para dar la bienvenida a los visitantes.